# Gerard Carbonara
Pour les articles homonymes, voir Carbonara.
Gerard Carbonara est un compositeur, chef d'orchestre et violoniste américain, né le 8 décembre 1886 à New York (État de New York), mort le 11 janvier 1959 à Los Angeles — Quartier de Sherman Oaks (Californie).

## Biographie
Gerard Carbonara entame des études musicales au cours des années 1890, dans le cadre de sa scolarité, au Conservatoire national de musique américain (en) de sa ville natale (entre autres avec son directeur de 1892 à 1895, Antonín Dvořák). Dans les années 1900, il parfait sa formation musicale en Italie, au Conservatoire de Naples (en particulier auprès de Giuseppe Martucci, directeur du lieu de 1902 à 1909). Puis il entame en 1910, tant en Europe qu'aux États-Unis, une première carrière de violoniste et de chef d'orchestre d'opéra.
Comme compositeur, on lui doit notamment des pièces pour piano et pour violon et piano, un concerto pour violon, un poème symphonique, des songs, ainsi qu'un opéra.
Par ailleurs, il intègre en 1928 l'industrie du cinéma, comme directeur musical et compositeur de musique de film. Il collabore ainsi à près de deux-cents films américains, dont de nombreux westerns, tel La Chevauchée fantastique (1939) de John Ford. Un autre western, Le Cavalier du Kansas (1943) de George Archainbaud, lui vaut en 1944 une nomination à l'Oscar de la meilleure musique de film.
Mentionnons également ses contributions pour La Ruée vers l'or (1925, version sonorisée de 1942) de Charlie Chaplin, Le Chant du loup (1929) de Victor Fleming, ou encore Empreintes digitales (1936) de Raoul Walsh.
Gerard Carbonara devient membre de l'ASCAP en 1946.

## Compositions (sélection)

### Musique classique
(titres originaux)
- Pièces pour piano : An American Tone Sketch, By the Brook, Dance of the Imps, Danse fantastique, Hollywood Boulevard, Melody, Minuet, Petite Gavotte, Petite Valse, Rhapsodie (+ transcription pour orgue), Scherzetto Fantasia (+ transcription pour quintette à vents), The Spinning Wheel ;
- Pièces pour violon et piano : Alla Tarentella, Aria, Dusk, Serenata Gotica ;
- Concerto Orientale pour violon et orchestre ;
- Ode to Nature, poème symphonique (sous-titré Symphonic Impressions, 1935) ;
- Songs : Calm, Dusk of Roses, Fantasia, Lullaby, Soirs d'été, Song of Pierrot, Waiting ;
- Armand, opéra (1925).

### Musique de film
- 1925 : La Ruée vers l'or (The Gold Rush) de Charlie Chaplin (version sonorisée de 1942)
- 1928 : Pan dans le mille (Warming Up) de Fred C. Newmeyer
- 1928 : Le Patriote (The Patriot) d'Ernst Lubitsch
- 1928 : Poupée de Broadway (Show Girl) d'Alfred Santell
- 1928 : Waterfront de William A. Seiter
- 1928 : La Maison hantée (The Haunted House) de Benjamin Christensen
- 1928 : Adoration de Frank Lloyd
- 1928 : La Petite Dame du vestiaire (Naughty Baby) de Mervyn LeRoy
- 1929 : Le Trou dans le mur (The Hole in the Wall) de Robert Florey
- 1929 : Quartier chinois (Chinatown Nights) de William A. Wellman
- 1929 : Le Chant du loup (The Wolf Song) de Victor Fleming
- 1930 : Burning Up d'A. Edward Sutherland
- 1930 : Young Eagles de William A. Wellman
- 1931 : Rango d'Ernest B. Schoedsack
- 1936 : L'Homme à l'héliotrope (Forgotten Faces) d'Ewald André Dupont
- 1936 : Désir (Desire) de Frank Borzage
- 1936 : Sky Parade d'Otho Lovering
- 1936 : Le Diable au corps (The Moon's Our Home) de William A. Seiter
- 1936 : Ma femme américaine (My American Wife) d'Harold Young
- 1936 : Empreintes digitales (Big Brown Eyes) de Raoul Walsh
- 1936 : Le général est mort à l'aube (The General died at Dawn) de Lewis Milestone
- 1936 : Bonne blague (Wedding Present) de Richard Wallace
- 1936 : La Légion des damnés (The Texas Rangers) de King Vidor
- 1936 : La Fille du bois maudit (The Trail of the Lonesome Pine) d'Henry Hathaway
- 1936 : Enfants abandonnés (Too many parents) de Robert F. McGowan
- 1937 : Racketeers in Exile d'Erle C. Kenton
- 1937 : The Devil is driving d'Harry Lachman
- 1937 : The Barrier de Lesley Selander
- 1938 : Les Hommes volants (Men with Wings) de William A. Wellman
- 1938 : La Ruée sauvage (The Texans) de James P. Hogan
- 1938 : The Mysterious Rider de Lesley Selander
- 1938 : Les Gars du large (Spawn of the North) d'Henry Hathaway
- 1938 : The Arkansas Traveler d'Alfred Santell
- 1938 : Les Flibustiers (The Buccaneer) de Cecil B. DeMille
- 1938 : The Frontiersmen (en) de Lesley Selander
- 1938 : Les Américains à Paris (Artists and Models Abroad) de Mitchell Leisen
- 1938 : Tom Sawyer détective (Tom Sawyer, Detective) de Louis King
- 1939 : Disbarred de Robert Florey
- 1939 : La Chevauchée fantastique (Stagecoach) de John Ford
- 1939 : Ambush de Kurt Neumann
- 1939 : Arrest Bulldog Drummond de James P. Hogan
- 1939 : Paris Honeymoon de Frank Tuttle
- 1939 : Sunset Trail (en) de Lesley Selander
- 1939 : Le Roi de Chinatown (King of Chinatown) de Nick Grinde
- 1939 : Pacific Express (Union Pacific) de Cecil B. DeMille
- 1939 : The Gracie Allen Murder Case d'Alfred E. Green
- 1939 : Grand Jury Secrets de James P. Hogan
- 1939 : Our Leading Citizen d'Alfred Santell
- 1940 : Santa Fe Marshal (en) de Lesley Selander
- 1940 : Docteur Cyclope (Dr. Cyclops) d'Ernest B. Schoedsack
- 1940 : Parole Fixer (en) de Robert Florey
- 1940 : Island of Doomed Men de Charles Barton
- 1941 : The Monster and the Girl (en) de Stuart Heisler
- 1941 : Le Retour du proscrit (The Shepherd of the Hills) d'Henry Hathaway
- 1941 : The Night of January 16th de William Clemens
- 1941 : Among the Living de Stuart Heisler
- 1942 : Far West (American Empire) de William C. McGann
- 1943 : Appointment in Berlin (en) d'Alfred E. Green
- 1943 : Le Cavalier du Kansas (The Kansan) de George Archainbaud
- 1946 : Règlement de comptes à Abilene Town (Abilene Town) d'Edwin L. Marin
- 1947 : La Vallée maudite (Gunfighters) de George Waggner
- 1947 : Californie terre promise (California) de John Farrow
- 1947 : Le Dernier des peaux-rouges (Last of the Redmen) de George Sherman
- 1949 : Le Grand Départ (The Big Wheel) d'Edward Ludwig
- 1952 : En route vers Bali (Road to Bali) d'Hal Walker

## Distinction
- Nomination à l'Oscar de la meilleure musique de film en 1944, pour Le Cavalier du Kansas.